# (5453) Zakharchenya
(5453) Zakharchenya es un asteroide perteneciente al cinturón de asteroides descubierto el 3 de noviembre de 1975 por Tamara Mijáilovna Smirnova desde el Observatorio Astrofísico de Crimea (República de Crimea).

## Designación y nombre
Designado provisionalmente como 1975 VS5. Fue nombrado Zakharchenya en honor del académico Boris Petrovich Zakharchenya, destacado científico ruso, director de un departamento en el Instituto Físico y Técnico Ioffe en San Petersburgo. Reconocido por sus investigaciones en los campos de física del estado sólido, magneto-óptica y orientación óptica de electrones y núcleos en semiconductores.

## Características orbitales
Zakharchenya está situado a una distancia media del Sol de 2,255 ua, pudiendo alejarse hasta 2,607 ua y acercarse hasta 1,902 ua. Su excentricidad es 0,156 y la inclinación orbital 6,335 grados. Emplea 1237,03 días en completar una órbita alrededor del Sol.

## Características físicas
La magnitud absoluta de Zakharchenya es 13,8. Tiene 4,606 km de diámetro y su albedo se estima en 0,302. 